# جانکیری
جانکیری (انگلیسی: Jonckheere) شرکت اتوبوس‌سازی بلژیکی است، که در سال ۱۸۸۱ تأسیس شد.